# Iván López
Iván López Mendoza (ur. 23 sierpnia 1993 w Walencji) – hiszpański piłkarz występujący na pozycji obrońcy w Levante UD.